# BBIBP-CorV
BBIBP-CorV, também conhecida como a vacina contra COVID-19 da Sinopharm, é uma vacina de vírus inativado contra COVID-19 desenvolvida pela farmacêutica chinesa Sinopharm. Até o começo de março de 2021, o imunizante estava sendo usado em campanhas de vacinação em massa de ao menos 15 países, com a farmacêutica esperando produzir um bilhão de doses em 2021.
A BBIBP-CorV tem um tecnologia semelhante a CoronaVac e BBV152 - outras vacinas de vírus inativado. O imunizante passa por testes de fase III na Argentina, Peru, Paquistão, Emirados Árabes Unidos, Barém, Egito, Marrocos, e envolve mais de 60 000 voluntários.
Em 9 de dezembro de 2020, os Emirados Árabes anunciaram que, baseados em resultados interinos, a vacina possuía uma eficácia de 86% na prevenção de infecções por COVID-19. No fim do mesmo mês, a Sinopharm anunciou uma eficácia de 79%, tendo por base sua análise interina envolvendo outros países. No entanto, há críticas por parte de especialistas quanto à falta de transparência na divulgação dos dados de eficácia e segurança.

## Pesquisa clínica

### Fases I e II
Os estudos clínicos para a BBIBP-CorV foram aprovados pela China em abril de 2020. Em 15 de outubro do mesmo ano, o Instituto de Produtos Biológicos de Beijing (parte da Sinopharm) publicou os resultados da fase I de testes (com 192 adultos) e da fase II (com 448 adultos). Contando com a presença de adultos com mais de 60 anos, mostrou-se uma seroconversão de anticorpos neutralizantes do vírus em 100% dos voluntários 42 dias após a inoculação da segunda dose do imunizante e que, por se basear em uma tecnologia mais tradicional, os efeitos adversos foram leves e poucos.

### Fase III

#### África e Ásia
Em 16 de julho de 2020, a Sinopharm começou a conduzir testes de fase III de seu imunizante nos Emirados Árabes Unidos em colaboração com a G42 Healthcare e incluindo inicialmente 31 000 voluntários. Em 9 de dezembro, o Ministério da Saúde anunciou que uma análise interina dos testes mostrou que a vacina é 86% eficaz ao prevenir infecções pelo SARS-CoV-2 e 100% ao evitar casos moderados e graves, registrando oficialmente a BBIBP-CorV no mesmo dia.
Em agosto, a Sinopharm iniciou testes de fase III envolvendo inicialmente 6 000 voluntários no Barém. No fim do mesmo mês, começou testes com 500 pessoas em um hospital da capital da Jordânia. No dia 2 de setembro, a vacina começou testes envolvendo 600 participantes em Marrocos. O Egito começou a procura por 6 000 voluntários no mesmo mês. O Paquistão também participa dos testes.

#### América do Sul
Em 10 de setembro, o imunizante começou os testes de fase III no Peru visando 6 000 voluntários com idades entre 18 e 75 anos, havendo a inclusão de mais 6 000 participantes em outubro. Em 26 de janeiro de 2021, um voluntário no grupo placebo morreu. Em 16 de setembro, a Argentina também começou testes de fase III.

## Produção
A Sinopharm tem a capacidade de produzir um bilhão de doses em 2021. Em outubro, a empresa G42 Healthcare dos Emirados Árabes fechou um contrato com a farmacêutica chinesa para a produção de 75 a 100 milhões de doses do imunizante em 2021. Em dezembro, o Egito fechou um acordo para produção local da vacina e Marrocos demonstrou interesse em também produzi-la localmente.